# 20-та паралель північної широти
20-та паралель північної широти — лінія широти, що лежить на 20 градусів північніше земної екваторіальної площини. Вона проходить через Африку, Азію, Індійський океан, Тихий океан, Північну Америку, Кариби та Атлантичний океан.

Через 20-ту паралель північної широти проходить більша частина кордону Лівії з Суданом

Через паралель проходить частина кордону між Лівією та Суданом. В самому Судані через паралель проходить кордон між Північним штатом та штатом Північний Дарфур.
На цій широті під час літнього сонцестояння сонце видно 13 годин 21 хвилину, а під час зимового сонцестояння — 10 годин 55 хвилин. 21 червня максимальна висота Сонця становить 93,44°, а 21 грудня - 46,56°. 

## Список географічних об'єктів, що перетинає 20° пн. ш.
Починаючи з Гринвіцького меридіану та рухаючись на схід, 20-та паралель північної широти проходить через:
| Координати                                                   | Країна, територія або море             | Примітки |
| ------------------------------------------------------------ | -------------------------------------- | --- |
| 20°0′ пн. ш. 0°0′ сх. д. / 20.000° пн. ш. 0.000° сх. д.      | Малі                                   | |
| 20°0′ пн. ш. 2°43′ сх. д. / 20.000° пн. ш. 2.717° сх. д.     | Алжир                                  | |
| 20°0′ пн. ш. 6°27′ сх. д. / 20.000° пн. ш. 6.450° сх. д.     | Нігер                                  | |
| 20°0′ пн. ш. 15°47′ сх. д. / 20.000° пн. ш. 15.783° сх. д.   | Чад                                    | |
| 20°0′ пн. ш. 23°3′ сх. д. / 20.000° пн. ш. 23.050° сх. д.    | Лівія                                  | |
| 20°0′ пн. ш. 24°0′ сх. д. / 20.000° пн. ш. 24.000° сх. д.    | Становить кордон між Лівією та Суданом | |
| 20°0′ пн. ш. 25°0′ сх. д. / 20.000° пн. ш. 25.000° сх. д.    | Судан                                  | Становить кордон між Північним штатом та штатом Північний Дарфур                                                                                                 |
| 20°0′ пн. ш. 37°11′ сх. д. / 20.000° пн. ш. 37.183° сх. д.   | Червоне море                           | |
| 20°0′ пн. ш. 40°28′ сх. д. / 20.000° пн. ш. 40.467° сх. д.   | Саудівська Аравія                      | |
| 20°0′ пн. ш. 55°0′ сх. д. / 20.000° пн. ш. 55.000° сх. д.    | Оман                                   | |
| 20°0′ пн. ш. 57°48′ сх. д. / 20.000° пн. ш. 57.800° сх. д.   | Індійський океан                       | Аравійське море — проходить південніше острова Масіра, Оман |
| 20°0′ пн. ш. 72°43′ сх. д. / 20.000° пн. ш. 72.717° сх. д.   | Індія                                  | Махараштра Чхаттісгарх Одіша Чхаттісгарх Одіша |
| 20°0′ пн. ш. 86°23′ сх. д. / 20.000° пн. ш. 86.383° сх. д.   | Індійський океан                       | Бенгальська затока |
| 20°0′ пн. ш. 92°57′ сх. д. / 20.000° пн. ш. 92.950° сх. д.   | М'янма                                 | |
| 20°0′ пн. ш. 99°3′ сх. д. / 20.000° пн. ш. 99.050° сх. д.    | Таїланд                                | |
| 20°0′ пн. ш. 100°32′ сх. д. / 20.000° пн. ш. 100.533° сх. д. | Лаос                                   | |
| 20°0′ пн. ш. 104°58′ сх. д. / 20.000° пн. ш. 104.967° сх. д. | В'єтнам                                | |
| 20°0′ пн. ш. 106°11′ сх. д. / 20.000° пн. ш. 106.183° сх. д. | Південнокитайське море                 | Тонкінська затока |
| 20°0′ пн. ш. 110°8′ сх. д. / 20.000° пн. ш. 110.133° сх. д.  | КНР                                    | Проходить через острів Хайнань — південніше Хайкоу |
| 20°0′ пн. ш. 110°56′ сх. д. / 20.000° пн. ш. 110.933° сх. д. | Південнокитайське море                 | |
| 20°0′ пн. ш. 122°0′ сх. д. / 20.000° пн. ш. 122.000° сх. д.  | Тихий океан                            | Філіппінське море Проходить через протоку Балінтанг[en] між островами Батан[de] і Бабуян[en] Проходить південніше островів Мауг[en], Північні Маріанські Острови |
| 20°0′ пн. ш. 155°50′ зх. д. / 20.000° пн. ш. 155.833° зх. д. | США                                    | Проходить через острів Гаваї, Гаваї |
| 20°0′ пн. ш. 155°15′ зх. д. / 20.000° пн. ш. 155.250° зх. д. | Тихий океан                            | |
| 20°0′ пн. ш. 105°31′ зх. д. / 20.000° пн. ш. 105.517° зх. д. | Мексика                                | |
| 20°0′ пн. ш. 96°33′ зх. д. / 20.000° пн. ш. 96.550° зх. д.   | Мексиканська затока                    | Затока Кампече |
| 20°0′ пн. ш. 90°28′ зх. д. / 20.000° пн. ш. 90.467° зх. д.   | Мексика                                | Проходить через півострів Юкатан |
| 20°0′ пн. ш. 87°28′ зх. д. / 20.000° пн. ш. 87.467° зх. д.   | Карибське море                         | |
| 20°0′ пн. ш. 77°38′ зх. д. / 20.000° пн. ш. 77.633° зх. д.   | Куба                                   | |
| 20°0′ пн. ш. 74°52′ зх. д. / 20.000° пн. ш. 74.867° зх. д.   | Карибське море                         | Навітряна протока |
| 20°0′ пн. ш. 72°43′ зх. д. / 20.000° пн. ш. 72.717° зх. д.   | Гаїті                                  | Проходить через острів Тортуга |
| 20°0′ пн. ш. 74°52′ зх. д. / 20.000° пн. ш. 74.867° зх. д.   | Атлантичний океан                      | Проходить північніше острова Гаїті, Домініканська Республіка |
| 20°0′ пн. ш. 16°14′ зх. д. / 20.000° пн. ш. 16.233° зх. д.   | Мавританія                             | |
| 20°0′ пн. ш. 5°59′ зх. д. / 20.000° пн. ш. 5.983° зх. д.     | Малі                                   | |